# Crystal Lake (condado de Barron, Wisconsin)
Crystal Lake es un pueblo ubicado en el condado de Barron en el estado estadounidense de Wisconsin. En el Censo de 2010 tenía una población de 757 habitantes y una densidad poblacional de 8,45 personas por km².

## Geografía
Crystal Lake se encuentra ubicado en las coordenadas 45°30′35″N 92°5′52″O / 45.50972, -92.09778. Según la Oficina del Censo de los Estados Unidos, Crystal Lake tiene una superficie total de 89.54 km², de la cual 85.03 km² corresponden a tierra firme y (5.04%) 4.51 km² es agua.

## Demografía
Según el censo de 2010, había 757 personas residiendo en Crystal Lake. La densidad de población era de 8,45 hab./km². De los 757 habitantes, Crystal Lake estaba compuesto por el 98.28% blancos, el 0% eran afroamericanos, el 0.79% eran amerindios, el 0% eran asiáticos, el 0% eran isleños del Pacífico, el 0.4% eran de otras razas y el 0.53% pertenecían a dos o más razas. Del total de la población el 1.85% eran hispanos o latinos de cualquier raza.